# Mayrín Villanueva
Mayrín Villanueva  (Mexikóváros, Mexikó, 1970. október 8. –) mexikói színésznő.

## Magánélete
1997-ben hozzáment Jorge Poza színészhez, akitől két gyermeke született: Romina és Sebastian. 2008-ban elváltak. 
Azóa Eduardo Santamarinával él együtt, akit a Yo amo a Juan Querendón forgatásakor ismert meg. Kislányuk, Julia 2009. július 18-án született.

## Filmográfia
| Év        | Cím                         | Magyar cím            | Szerep                                     | Magyar hang        |
| --------- | --------------------------- | --------------------- | ------------------------------------------ | ------------------ |
| 1998      | Preciosa                    |                       | Claudia Ortiz                              |                    |
| 1998      | La mentira                  | A vipera              | Nicole Belot                               | Huszárik Kata      |
| 1999      | Alma rebelde                | Acapulco szépe        | Paula                                      | Zakariás Éva       |
| 2000      | Siempre te amaré            | Sebzett szívek        | Berenice Paragas de Castellanos            | Huszárik Kata      |
| 2001      | Amigas y rivales            | Szeretők és riválisok | Georgina Sánchez                           | Major Melinda      |
| 2003      | Niña amada mía              |                       | Diana Soriano Rivera                       |                    |
| 2004-2005 | Mujer de Madera             |                       | Mariana Rodríguez                          |                    |
| 2006      | La fea más bella            | Lety, a csúnya lány   | Jacqueline Palacios                        |                    |
| 2007-2008 | Yo amo a Juan Querendón     |                       | Paula Dávila Escobar                       |                    |
| 2007      | Amor sin maquillaje         |                       | Paula Dávila Escobar                       |                    |
| 2011-2012 | Una familia con suerte      |                       | Rebeca Treviño                             |                    |
| 2013      | Porque el amor manda        | Amit a szív diktál    | Rebeca Treviño                             | Kisfalvi Krisztina |
| 2013      | Mentir para vivir           |                       | Oriana Caligaris Vega Inés Valdivia Aresti |                    |
| 2014-2015 | Mi corazón es tuyo          | Szerelem ajándékba    | Isabella Vázquez de Castro                 | F. Nagy Erika      |
| 2016      | Corazón que miente          |                       | Lucía Castellanos Sáenz                    |                    |
| 2016      | Mujeres de negro            |                       | Vanessa Leal de Zamora                     |                    |
| 2017-2018 | Me declaro culpable         |                       | Alba Castillo                              |                    |
| 2018      | Mi marido tiene más familia |                       | Rebeca Treviño Garza de López              |                    |
| 2019-2020 | Soltero con hijas           | Derült égből apa      | Gabriela García Pérez de Del Paso          | Madarász Éva       |
| 2020      | Rubí                        | Rubí visszatér        | Refugio Ochoa de Pérez                     | Kocsis Judit       |
| 2021      | Si nos dejan                | Alicia új élete       | Alicia Montiel de Carranza                 | Bertalan Ágnes     |
| 2022      | Vencer la ausencia          |                       | Esther Noriega Luna                        |                    |
| 2023      | ¿Es neta, Eva?              |                       | Eva Cordero                                |                    |
| 2023      | Golpe de suerte             |                       | Lupita Flores de Pérez                     |                    |
| 2025      | Juegos de amor y poder      | Még nincs             | Inés Avendaño                              |                    |

## Díjak és jelölések
TVyNovelas-díj
| Év   | Kategória                         | Sorozat                 | Eredmény |
| ---- | --------------------------------- | ----------------------- | -------- |
| 2017 | Legjobb női főszereplő            | Mujeres de negro        | Jelölés  |
| 2015 | Legjobb női főgonosz              | Szerelem ajándékba      | Jelölés  |
| 2014 | Legjobb női főszereplő            | Mentir para vivir       | Jelölés  |
| 2012 | Legjobb női főszereplő            | Una familia con suerte  | Jelölés  |
| 2008 | Legjobb női főszereplő            | Yo amo a Juan Querendón | Jelölés  |
| 2007 | Legjobb női színésznő vígjátékban | Vecinos                 | Jelölés  |
| 2003 | Legjobb női felfedezett           | Niña Amada mía          | Nyertes  |